# Rocket mass heater
En Rocket Mass Heater är ett värmesystem som bygger på en vidareutveckling av en så kallad Rocket Stove, vilket är en effektiv typ av vedspis. Spisens grundprincip bygger på en tvåstegsförbränning, en primär och en sekundär. I den primära förbränningskammaren tillförs bränslet (vanligen ved) och syre. I den senare sker en kraftig temperaturökning och en kontrollerad skorstensbrand uppstår vilket leder till mycket hög temperatur och en närmast fullständig förbränning av rökgaserna och som även skapar det karaktäristiska "raketljudet" som gett dessa spisar sitt namn. Rökgaserna leds in i en termisk massa som absorberar det mesta av värmeenergin innan rökgaserna leds ut i atmosfären.  
I sin ursprungliga konstruktion appliceras veden lodrätt ner i den primära förbränningskammaren. Från den J-formade förbränningskammaren leds de heta rökgaserna från den primära förbränningen in i den välisolerade sekundära förbränningskammaren. Den heta rökgasen leds sedan ned till rökgången som är inbyggd i den termiska massan av lera,  även kallad adobe där det mesta av energin lagras. Den värmebärande massans volym avgör hur stor energimängd som kan lagras och under hur lång tid den avger strålningsenergi in i den omgivande miljön. Spisen och den värmebärande massan kan göras till en integrerad del i byggnadskonstruktionen vid nyproduktion av i första hand bostäder. Dessa spisar är en viktig del i naturligt byggande genom sin höga effektivitet i förbränningen vilket ger en mycket ren rökgas bestående av koldioxid och vattenånga. Kombinationen av hög effektivitet vid förbränning och det höga energiupptaget i den termiska massan reducerar även mängden ved. Sammantaget ger detta en förbättrad uppvärmningsekonomi och ett minskat ekologiskt fotavtryck.   
Den inbyggda isolerade vertikala skorstenen (sekundära förbränningskammaren) säkerställer en effektiv förbränning genom den höga temperatur (<1000C°) som uppstår och skapar ett tillräckligt drag som tillåter avgaserna att tryckas genom resten av systemet. Rökgaserna kyls till relativt låg temperatur i värmemagasinet (ca 50C°) och vattenångan i rökgaserna kondenseras och frigör den latenta värmen i kondenseringen vilket ytterligare ökar effektiviteten i energiupptaget hos den värmebärande massan.

## Historia
År 1783 uppfann schweizaren Aimé Argand Argandlampan. Den enkla men geniala tanken var att omsluta lågan med en skorsten av glas vilket skulle ge bättre ljus, mindre rök och minskad bränsleförbrukning. Argands uppfinning utgör ett paradigm i utvecklingen av den traditionella oljelampan genom att dels så påtagligt öka skenet från lågan och att lågan inte ”sotade”. Detta åstadkoms genom den effektivisering av förbränningen som sker genom att luftflödet kontrolleras och att man genom att höja och sänka veken även kontrollerar tillförseln av bränsle. Utöver belysning kom denna förbränningsprincip även komma att tillämpas vid matlagning och uppvärmning genom dess förmåga att utveckla höga temperaturer och ringa rökutveckling. 
År 1980 påbörjade Larry Winiarski, tekniskt ansvarig vid Aprovecho forskningscenter, utveckla en Rocket Stove baserad på en tidigare spiskonstruktion framtagen av Sam Baldwin den så kallade VITA-spisen. Winiarski ”återupptäckte” principerna för hypokaust uppvärmning och matlagning och 1982 kom den första ”raketspisen”.
Under de 34-år som gått sedan dess har många variationer av spisen byggts runt om i världen. Den simpla konstruktionen och enkla användning gör den idealisk i samhällen med små ekonomiska resurser men även inom den globala miljörörelsen har den fått en hög status genom att den lämpar sig väl för gör-det-själv byggande, byggs av naturliga material som lera och den resurseffektivitet i användningen av förnyelsebara naturresurser spisen utvecklar med den simpla konstruktionen dess energieffektiva förbränning och påtagliga miljöhänsyn.